# Ptinus pedestris
Ptinus pedestris là một loài bọ cánh cứng trong họ Ptinidae. Loài này được Blair miêu tả khoa học năm 1935.